# Дьяволы из Лудена (опера)
«Дьяволы из Лудёна» («Лудёнские бесы») (нем. Die Teufel von Loudon) — опера в трёх действиях Кшиштофа Пендерецкого. Либретто Кшиштофа Пендерецкого по мотивам пьесы Джона Уайтинга на основе одноимённой книги Олдоса Хаксли в немецком переводе Эриха Фрида.

## История
Опера написана в 1968—1969 годах по заказу Гамбургской Государственной оперы. Премьера состоялась 20 июня 1969 года. 22 июня была дана премьера в Штутгарте, а спустя два месяца — в Санта-Фе. В 1972 году опера была редактирована режиссёром Казимежем Деймеком: были добавлены две новые сцены, из первого акта некоторые были исключены, а сам он значительно изменён. В 1975 году Пендерецкий добавил ещё две сцены во втором действии, и в настоящее время на сцене ставится именно эта редакция. В 2012 году написана новая партитура оперы с несколькими прибавленными сценами. Некоторые постановки:
- 1970 — в Западном Берлине
- 1971 — в Граце
- 1972 — в Марселе
- 1974 — в Триесте
- 1975 — в Варшаве
- 1976 — в Лиссабоне
- 1979 — в Женеве
- 1980 — в Кёльне

## Действующие лица и премьерный состав
| Партия                                                                | Премьера в Гамбурге 20 июня 1969 года дирижёр Генрик Чиж |
| --------------------------------------------------------------------- | -------------------------------------------------------- |
| Жанна, настоятельница монастыря святой Урсулы (драматическое сопрано) | Татьяна Троянос                                          |
| Клара, сестра (меццо-сопрано)                                         | Cvetka Ahlin                                             |
| Габриэль, сестра (сопрано)                                            | Helga Thieme                                             |
| Луиза, сестра (сопрано)                                               | Ursula Boese                                             |
| Филипп Тринкан, юная девушка (лирическое сопрано)                     | Ingeborg Kruger                                          |
| Нинон, юная вдова (контральто)                                        | Elisabeth Steiner                                        |
| Грандье, викарий церкви Святого Петра (баритон)                       | Анджей Хиольский                                         |
| Отец Барре, викарий (бас)                                             | Bernard Ladysz                                           |
| де Лабордемо, специальный уполномоченный короля (тенор)               | Helmut Melchert                                          |
| Отец Ранже (бас-профундо)                                             | Ханс Зотин                                               |
| Отец Миньон, духовник урсулинок (тенор)                               | Horst Wilhelm                                            |
| Адам, аптекарь (тенор)                                                | Kurt Marschner                                           |
| Маннури, хирург (баритон)                                             | Heinz Blankenburg                                        |
| Принц Анри де Конде, посланник короля (баритон)                       | Уильям Воркман                                           |
| Отец Амвросий, старый священник (бас)                                 | Ernst Wiemann                                            |
| Асмодей (бас)                                                         | Арнольд ван Милл                                         |
| Бонтемпс, тюремщик (бас-баритон)                                      | Карл Шульц                                               |
| д’Арманьяк, градоначальник Лудена (без пения)                         | Йоахим Гесс                                              |
| Городской судья (без пения)                                           | Рольф Мамеро                                             |
| Секретарь графа (без пения)                                           | Franz-Rudolf Eckhardt                                    |
| Монахини-урсулинки, кармелиты, народ, дети, охранники и солдаты       |                                                          |

## Сюжет
Действие происходит во французском городе Лудён в начале XVII века.

### Действие первое
Сестре Жанне, настоятельнице монастыря урсулинок в Лудёне, приходит ночное видение, в котором отец Грандье, викарий церкви Святого Петра, одет в рубашку еретика и идет в сопровождении двух охранников с верёвкой на шее. За этим образом священника следует другой, в котором он предстает в объятьях женщины. Сестра Жанна под влиянием других монахинь считает, что эти видения — порождение одержимости дьяволом, и рассказывает об этом отцу Миньону. Тем временем, Грандье связывают любовные узы со многими женщинами, среди них — молодая вдова Нинон и юная Филип Тринкан. Кроме того, священник вольнодумно выступает против постановления о сносе укреплений города, выдвинутом королём и кардиналом Ришельё. Кардинал — в прошлом соперник Грандье на поприще религиозной карьеры — посылает в Люден своего уполномоченного де Лабордемо с заданием любыми способами устранить Грандье. Хирург Маннури и аптекарь Адам по приказанию де Лабордемо составляют досье на Грандье, следя за каждым его шагом. Действие заканчивается сценой изгнания дьявола из Жанны с участием отца Барре и викария Шинона. На вопрос о том, как её зовут, сестра мужским голосом отвечает: «Грандье».

### Действие третье
Грандье осуждают за демоническое искушение монахинь-урсулинок, сговор с дьяволом, богохульство и блуд. Священника приговаривают к сожжению на костре. Смерть Грандье становится воплощением видения Жанны в жизни.

## Состав оркестра
Струнные
20 скрипок
8 альтов
8 виолончелей
6 контрабасов
Арфа
Бас-гитара
Деревянные духовые
4 флейты
2 английских рожка
Кларнет (E)
Бас-кларнет
2 альт-саксофона
2 баритоновых саксофона
3 фагота
Контрафагот
Медные духовые
4 трубы (B)
6 валторн
4 тромбона
2 тубы
Перкуссии
Литавры
Малый барабан
Большой барабан
Трещотки
Гуиро
Бамбуковые скребки
Тарелки
2 там-тама
2 гонга
Яванский гонг
Треугольник
Трубчатые колокола
Церковный колокол
Музыкальная пила
Флексатон
Сирена
Клавишные
Фортепиано
Фисгармония
Орган

## Аудиозаписи
- 1971 — Гамбургский государственный филармонический оркестр, хор и солисты Гамбургской государственной оперы. Дирижёр — Марек Яновский.

## Экранизация
В 1969 году Рольфом Либерманом был спродюсирован и снят одноимённый фильм-опера (единственная работа Либермана как режиссёра).